# Charles Lefebvre
Charles-Édouard Lefebvre, född den 19 juni 1843 i Paris, död den 8 september 1917 i Aix-les-Bains, var en fransk tonsättare. Han var son Charles-Victor-Eugène Lefebvre.
Lefebvre fick 1870 Rompriset vid Pariskonservatoriet och blev 1895 lärare i ensemblespelning där. Temperament och fängslande melodiuppfinning framträder i hans kompositioner: körverken Judith (1879), Eloa (1880) och Melka (1888), operorna Le trésor (1883), Zaïre (1887) och Djelma (1893), en symfoni, "lyriska scener" samt kammarmusikverk med mera.